# أوتو هينريتش غريف
أوتو هينريتش غريف هو محامي وسياسي ألماني، ولد في 30 يناير 1908 في روستوك في ألمانيا، وتوفي في 11 يونيو 1968 في أسكونا في سويسرا. نشط حزبياً في الحزب الديمقراطي الاجتماعي الألماني والحزب الديمقراطي الحر. وقد انتخب مدير مقاطعة ‏ وانتخب عضو مجلس الشورى الموحد من ولاية سكسونيا السفلى ‏ وانتخب عضو في البوندستاغ الألماني خلال فترته النيابية ‏ (7 سبتمبر 1949 – 7 سبتمبر 1953).

## وصلات خارجية
- أوتو هينريتش غريف على موقع مونزينجر (الألمانية)